# Solenobia tabulella
Solenobia tabulella är en fjärilsart som beskrevs av Achille Guenée 1846. Solenobia tabulella ingår i släktet Solenobia och familjen säckspinnare. Inga underarter finns listade i Catalogue of Life.